# 1600'erne f.Kr.
Århundreder: 18. århundrede f.Kr. – 17. århundrede f.Kr. – 16. århundrede f.Kr.
Årtier: 1650'erne f.Kr. 1640'erne f.Kr. 1630'erne f.Kr. 1620'erne f.Kr. 1610'erne f.Kr. – 1600'erne f.Kr. – 1590'erne f.Kr. 1580'erne f.Kr. 1570'erne f.Kr. 1560'erne f.Kr. 1550'erne f.Kr.
Årstal: 1609 f.Kr. 1608 f.Kr. 1607 f.Kr. 1606 f.Kr. 1605 f.Kr. 1604 f.Kr. 1603 f.Kr. 1602 f.Kr. 1601 f.Kr. 1600 f.Kr.

## Død
- 1602 f.Kr. — Sem søn af Noa, ifølge den jødiske kalender.